# Leptoneta leucophthalma
Espèce
Leptoneta leucophthalma est une espèce d'araignées aranéomorphes de la famille des Leptonetidae.

## Distribution
Cette espèce se rencontre dans des grottes en Espagne dans la province de Huesca en Aragon et dans la province de Lérida en Catalogne et en France dans les Hautes-Pyrénées,.

## Description
La femelle mesure 2 mm.

## Publication originale
- Simon, 1907 : Araneae, Chernetes et Opiliones (Première série). Biospeologica. III. Archives de zoologie expérimentale et générale, sér. 4, vol. 6, no 2, p. 537-553 (texte intégral).